# أنور الحرازي
أنور الحرازي (مواليد 10 ديسمبر 1972) هو رياضي يمني سابق في عدو المسافات الطويلة. مثل اليمن الشمالي في دورة الألعاب الأولمبية الصيفية لعام 1988 في سباق 5000 متر رجال وانتهى بالمركز 16 في التصفيات، وفشل في التقدم. كان يبلغ من العمر 15 عامًا فقط عند مشاركته. 